# Lena Carlsson (konsthistoriker)
Lena Carlsson, född 1947 i Landskrona, är en svensk konsthistoriker, litteraturvetare, författare och konstnär.

## Priser och utmärkelser
- Lengertz litteraturpris 2007